# Mourad Mirzayev
 (mai 2017).
Si vous disposez d'ouvrages ou d'articles de référence ou si vous connaissez des sites web de qualité traitant du thème abordé ici, merci de compléter l'article en donnant les références utiles à sa vérifiabilité et en les liant à la section « Notes et références ».
Pour les articles homonymes, voir Mirzayev.
Mourad Mirzayev (Murad Telman oğlu Mirzəyev) est un héros national de l'Azerbaïdjan, lieutenant-colonel des Forces armées d'Azerbaïdjan.

## Biographie
Mourad Mirzayev est né le 31 mars 1976 à Sabirabad. Il a étudié au lycée militaire Djamchide Nakhitchevanski de 1991 à 1994 et en Turquie. Mourad Mirzayev a fini ses études en  1998. Il a participé à des exercices militaires aux États-Unis, en Roumanie et en Jordanie. 
Mourad Mirzayev est mort pendant l’un des combats de la Guerre des Quatre Jours, le 2 avril 2016.

## Distinction
- 2016 Héros national de l'Azerbaïdjan.